# Drudas
Drudas es una comuna francesa situada en el departamento de Alto Garona, en la región de Occitania. Tiene una población estimada, en 2020, de 201 habitantes.
Se sitúa a 37 kilómetros al noroeste de Toulouse.

## Economía
La agricultura constituye la principal actividad económica de la comuna. Otras actividades existentes son los cultivos de pastizales y cereales; la explotación de bosques y la ganadería bovina.

## Demografía
| 115 | 447 | 470 | 512 | 554 | 538 | 506 | 496 | 492 | 505 | 528 | 492 | 460 | 414 | 405 | 377 | 360 | 319 | 313 | 318 | 306 | 252 | 259 | 251 | 248 | 224 | 197 | 184 | 153 | 147 | 137 | 138 | 182 | 201 |
| Para los censos de 1962 a 1999 la población legal corresponde a la población sin duplicidades (Fuente: INSEE [Consultar]) |     |     |     |     |     |     |     |     |     |     |     |     |     |     |     |     |     |     |     |     |     |     |     |     |     |     |     |     |     |     |     |     |     |